# Réservoir aux Sables
Réservoir aux Sables är en sjö i Kanada.   Den ligger i provinsen Québec, i den sydöstra delen av landet, 80 km norr om huvudstaden Ottawa. Réservoir aux Sables ligger 196 meter över havet.
I omgivningarna runt Réservoir aux Sables växer i huvudsak blandskog. Trakten runt Réservoir aux Sables är nära nog obefolkad, med mindre än två invånare per kvadratkilometer.